# Myotis peninsularis
Myotis peninsularis é uma espécie de morcego da família Vespertilionidae.
Apenas pode ser encontrada no México.